# Samuel Eldersveld
Samuel James Eldersveld (29 de março de 1917 - 5 de março de 2010) foi um cientista político, acadêmico e político democrata norte-americano. Foi prefeito de Ann Arbor entre 1957 e 1959.